# Isola di Payer
L'isola di Payer (in russo Остров Пайера, ostrov Pajera) è un'isola russa nell'Oceano Artico che fa parte della Terra di Zichy nell'arcipelago della Terra di Francesco Giuseppe.
L'isola prende il nome da Julius von Payer, l'esploratore artico austro-ungarico, scopritore della Terra di Francesco Giuseppe.

## Geografia
L'isola di Payer si trova nella parte centrale del gruppo delle isole di Zichy; l'Isola di Jackson si trova 6 km a nord-ovest, al di là dello stretto Italiano (пролив Итальянский), a sud l'isola di Ziegler e l'isola di Greely, quest'ultima a 5,5 km, al di là dello stretto Americano (пролив Американский).
L'isola è lunga 20 km e larga 12,5 km; ha una superficie di 448 km², il punto più alto è di 554 m; la quasi totalità dell'isola è coperta dal ghiaccio. Il punto più occidentale dell'isola è capo Roosevelt (мыс Рузвельта), il più orientale capo Ostryj Nos (мыс Острый Нос, in italiano "naso affilato"), così chiamato per la sua forma caratteristica.

## Isole adiacenti
- Isola di Apollo (Остров Аполлонова, ostrov Apollonova), a 500 m da capo Ostryj Nos, a est.
- Isola di Stolička (Остров Столичка, ostrov Stolička), 2,5 km a est di capo Ostryj Nos.
- Scogli di Milovzorov (Рифы Миловзорова, rify Milovzorova), gruppo di 4 isole rocciose al largo della costa nord-est.